# كمرة غربي (مقاطعة إسلام آباد غرب)
كمرة غربي (بالفارسية: کمره غربی) هي قرية تقع في قسم شيان الريفي (مقاطعة إسلام آباد غرب) في إيران. يقدر عدد سكانها بـ 227 نسمة بحسب إحصاء 2016.